# Nakam (Film)
Nakam ist ein mittellanger Film des Regisseurs Andreas Kessler. Der Film wurde in Koproduktion mit dem SWR und der Filmakademie Baden-Württemberg gedreht. Im Jahr 2022 feierte der Film Weltpremiere auf dem 46th Cleveland International Film Festival, wo er den Preis für den besten Kurzfilm gewann und sich dadurch für die Academy Awards qualifizierte. Im Dezember 2022 gelangte der Film auf die Shortlist der 95. Oscars.

## Handlung
Ukraine 1942. Der zwölfjährige Waise und Geigenspieler Mitka hat sich einer Gruppe ukrainisch-jüdischer Partisanen angeschlossen, um gegen die Nationalsozialisten zu kämpfen. Die Partisanen nutzen die Unscheinbarkeit des Jungen, um über seinen Geigenkasten unbemerkt Sprengstoff in ein Gasthaus zu schmuggeln, das von den deutschen Besatzern täglich besucht wird. Dort macht Mitka zusammen mit dem Pianisten Yegor die Unterhaltungsmusik. Als sich eine Gruppe hochrangiger SS-Offiziere im Gasthaus einfindet, werden diese zum Ziel des Angriffs auserkoren. Um sich mit dem Anschlag für den Mord an seiner Familie zu rächen, droht Mitka jedoch seinen einzigen Freund, den Pianisten, in tödliche Gefahr zu bringen.

## Hintergrund
Der Film basiert auf der wahren Geschichte von Motele Schlein, der sich während des Zweiten Weltkrieges einer ukrainischen Partisanenbewegung anschloss, die von Moshe Gildenman geleitet wurde. Als der junge Motele Schlein in einem Gasthaus als Geiger engagiert wurde, das bei deutschen Soldaten sehr beliebt war, planten die Partisanen gemeinsam mit dem Jungen einen Sprengstoffanschlag. Diesen führten sie auf die dort stationierten deutschen Soldaten und Offiziere erfolgreich durch. Der Film wurde frei nach der Geschichte des 12-jährigen Motele Schlein entwickelt und erzählt.

## Rezeption
Die Presseresonanz zum Film fiel sowohl in Deutschland als auch international positiv aus:
baden online schrieb im Rahmen einer Vorführung im Aachener Tivoli von einer "bemerkenswerte(n) Diplomarbeit" und einer "äußerst sensible(n), unter die Haut gehende(n) Umsetzung der authentisch rekonstruierten Vergeltungsaktion".
Auf Jüdischen Film Festivals und auch in Israel wurde der Film mehrfach präsentiert und ausgezeichnet. Die Zeitung The Times of Israel mit ca. 3,5 Mio. Lesern führte mit dem Regisseur Andreas Kessler ein Interview über den Film und bezeichnete diesen als "compelling" (dt. Übersetzung: überzeugend). Im Rahmen der Shortlist-Nominierung für die 95th Oscars erschien der Film auch in Blickpunkt:Film, Variety, dem Hollywood Reporter und wurde in zahlreichen Medien besprochen:
Die Baltimore Jewish Times schrieb: "Few of us will ever get an opportunity to take revenge. “NAKAM” is a masterful short film about a Jewish boy who gets a rare chance to do just that...". Joey Moser von Awardsdaily rezensierte den Film ebenfalls: "it’s thrillingly directed while echoing the loss of innocence.".
Auch die Stuttgarter Zeitung schrieb über Nakam im Rahmen der Bekanntgabe der 95th Oscars Shortlist.

## TV-Ausstrahlung
Der Film wurde am Freitag, den 28. April 2023 im SWR-Fernsehen erstausgestrahlt und ist in der ARD-Mediathek verfügbar.

## Auszeichnungen (Auswahl)
- 95th Academy Awards 2022: Nominierung für die Shortlist
- 46th Cleveland International Film Festival 2022: Best Live Action Short (Oscar Qualifying)
- 51. Sehsüchte International Student Film Festival 2022: Lobende Erwähnung
- 21. Filmz Festival des deutschen Kinos 2022: Publikumspreis
- 26th Miami Jewish Film Festival 2022: Publikumspreis
- 22nd Anchorage International Film Festival 2022: Publikumspreis
- Gula Jewish Film Festival 2023: Publikumspreis
- Julien Dubuque International Film Festival 2023: Nominee Best Short
- Tamuz Shomron Film Festival 2023: Jury Award
- 32rd Annual Woods Hole Film Festival 2023: Publikumspreis
- 30th Sedona International Film Festival 2024: Director’s Choice Award, Audience Choice Winner